# Vicent Asencio i Ruano
Vicent Asencio i Ruano (València, 29 d'octubre de 1908 - València, 4 d'abril de 1979), va ser un compositor valencià.
Va iniciar-se en l'estudi de la música amb son pare. Després va estudiar violí a Castelló de la Plana amb Emilio Bou, i es traslladà després a Barcelona on va assistir a l'Acadèmia Marshall, estudiant sota el mestratge d'Enric Morera i del mateix Frank Marshall. Va continuar el seu perfeccionament mitjançant fructífers contactes amb Joaquín Turina i Ernesto Halffter, i després a París, on va estudiar direcció d'orquestra, i a Milà.
És destacable que malgrat haver estat alumne de Turina, siga Manuel de Falla la influència més decisiva al principi de la seua carrera. Va començar la seua tasca creativa en la dècada dels anys vint, època daurada per al ballet després de la irrupció i l'èxit dels Ballets Russos de Serguei Diàguilev, i va consagrar a aquest gènere la seua primera obra de gran ambició, el ballet Foc de Festa (1926).
L'any 1934, amb un grup destacat de joves músics valencians del que formaven part Vicent Garcés i Ricard Olmos entre d'altres, va formar un corrent estètic que després es denominaria Grup dels Jóvens. En el seu manifest, publicat aquest mateix any, declaraven:
| « | Aspirem a la realització d'un art musical valencià vigorós i ric, a l'existència d'una escola valenciana fecunda i múltiple, que incorpore a la música universal el matís psicològic i l'emoció pròpia del nostre poble i del nostre paisatge. Un art i una escola que es manifeste en tots els gèneres, en la simfonia, en l'òpera, en el ballet | » |

L'any 1943 és el del seu casament amb la compositora Matilde Salvador, que havia estat alumna seua, formant així una de les parelles artístiques més influents del panorama musical valencià. Vicent Asencio, més preparat tècnicament que la seua esposa, va col·laborar amb aquesta en l'orquestració d'alguna de les seues obres, destacant l'orquestració de l'òpera Vinatea, estrenada al Gran Teatre del Liceu l'any 1974.
És també remarcable la seua tasca com a pedagog, havent fundat l'any 1932, junt amb Abelardo Mus, el Conservatori de Música de Castelló de la Plana. Des de l'any 1953 va ser professor del Conservatori de València, on entra d'altres alumnes tingué a José Evangelista.
Després d'una llarga malaltia, Vicent Asencio va morir a València el 3 d'abril de 1979.
Potser el més destacable de la seua producció és la seua obra per a guitarra, que va ser incorporada al repertori de grans intèrprets, com ara Andrés Segovia i Narciso Yepes. Elegía a Manuel de Falla (1946), composta a la mort del compositor gadità; Sonatina (1949); Col·lectici Íntim; (1965) i Dipso (1973), es troben entre les seues obres més celebrades per a aquest instrument.
Per al ballet va compondre, entre altres obres, La casada infiel (1949), algunes danses del qual va transcriure per a guitarra. Per a orquestra cal esmentar Preludio a la Dama de Elche (1949); Sonada alegre (1954); Llanto a Manuel de Falla (1955) i Danses Valencianes (1963).
Segons Tomás Marco «Asencio és un músic intimista i refinat, la qualitat del qual està exempta de qualsevol dubte en les obres menudes i que és palesa també en les grans, encara que amb menys ambició formal. » Per a Amand Blanquer «l'obra de Vicent Asencio està emmarcada en la més pura essència de l'escola valenciana».